# Mars 1796
Cette page présente les faits marquants du mois de mars 1796.

## Événements
- Bataille de Plaudren.

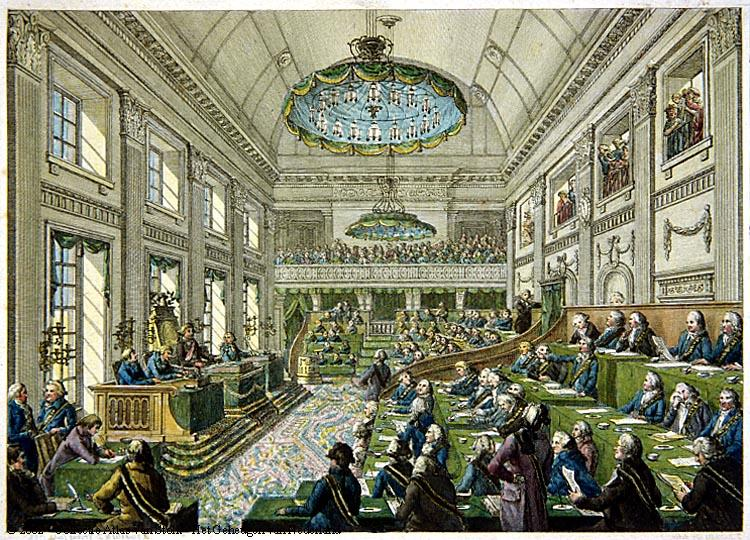
Mars : assemblée nationale en république batave.

- 1er mars : première réunion de l’assemblée nationale en république batave[1]. Majorité fédéraliste et modérée dominée par les professions libérales. Égalité civique reconnue à toutes les confessions et séparation de l’Église et de l’État.

- 2 mars : le Directoire remplace Schérer par Bonaparte à la tête de l'Armée d'Italie[2]. Cinq armées françaises se déploient pour éliminer l’Autriche et s’assurer définitivement la possession de la rive gauche du Rhin. Sambre-et-Meuse commandée par Jourdan et Rhin-et-Moselle par Moreau doivent marcher sur Vienne par l’Allemagne du Sud. Kellerman dans les Alpes, Bonaparte en Italie, Hoche en Grande-Bretagne ou en Irlande sont chargés de manœuvres de diversions.

- 3 mars : le roi du Cambodge Ang Eng se rend à Bangkok pour réclamer la restitution des provinces occidentale de son pays par le Siam, confiant la régence au mandarin khmer Pok. Il rentre déçu le 5 mai et meurt sept mois après. Pok exerce la régence de son fils Ang Chan II jusqu’en 1806, chargé par le Siam de veiller aux intérêts siamois au Cambodge[3].

- 8 mars :
  - les Britanniques s'emparent des îles Banda[4].
  - Combat d'Andigné.

- 9 mars : le général Bonaparte épouse Joséphine de Beauharnais, veuve du vicomte de Beauharnais.

- 10 et 11 mars : bataille du Maigrit.

- 18 mars, France : création du mandat territorial, un nouveau billet mis en circulation sur la base de 30 francs d’assignat pour un franc mandat. Le mandat peut s’échanger contre des biens nationaux. Les porteurs de mandat s’empressent de les transformer en terres et domaines : le mandat s’effondre en un an (il vaut alors 1 % de sa valeur d’émission).

- 23 mars : bataille de La Guyonnière.

- 25 mars : combat de la Croix-Couverte.

- 31 mars : bataille de Tinchebray.

## Naissances
- 18 mars : Jakob Steiner (mort en 1863), mathématicien suisse.
- 25 mars : William Feilding (7e comte de Denbigh) († 25 juin 1865).
- 27 mars : Claude Bonnefond, peintre et lithographe français († 27 juin 1860).

## Décès
- 29 mars : Athanase de Charette de La Contrie, Général Vendéen, est fusillé à Nantes sur la place des Agriculteurs (actuelle place Viarme)[5].